# Étienne Chatiliez
Étienne Chatiliez (Roubaix, 17 de juny de 1952) és un director i guionista francès.

## Biografia
Étienne Chatiliez és fill de Pierre Chatiliez, assegurador, i Denise Rateau, i va créixer a Marcq-en-Barœul amb un germà i una germana grans.
Va ser primer editor de la ràdio i després d'una agència de publicitat. Posteriorment, va produir nombrosos anuncis per a televisió (sobretot per a Éram, els espots del qual li van valer diversos premis); després, es dirigeix al cinema.
La seva primera pel·lícula La vie est un long fleuve tranquille l'any 1988, fou molt ben rebuda per la crítica i el públic, va guanyar el César al millor primer treball i al millor guió i excel·lents resultats a la taquilla. L'èxit també va coronar Tatie Danielle el 1990. El 1995, Le bonheur est dans le pré amb Eddy Mitchell i Michel Serrault va ser nominada al César a la millor pel·lícula i Chatiliez al millor director. El 1998, a Doggy Bag, va aparèixer per primera vegada com a actor. El 2001, va dirigir Tanguy: què en fem, del nen?, una pel·lícula de culte i il·lustració del fenomen Tanguy.
Les seves properes pel·lícules, Confiança cega amb Cécile de France i Vincent Lindon, Agathe Cléry amb Valérie Lemercier i  'L'Oncle Charles amb Eddy Mitchell i Valérie Bonneton, van ser fracassos comercials.
El 2018, es va reunir amb Sabine Azéma, André Dussollier i Éric Berger per a una seqüela de la seva pel·lícula de 2001 titulada Tanguy, le retour.

## Filmografia
- 1986 : Super Timor[7] (spot publicitari)
- 1988 : La vie est un long fleuve tranquille (4 César a la millor òpera prima i al millor guió)
- 1990 : Tatie Danielle
- 1995 : Le bonheur est dans le pré
- 2000 : La famille médicament (curtmetratge inclòs a Scénario sur la drogue)
- 2001 : Tanguy: què en fem, del nen?
- 2004 : Confiança cega
- 2008 : Agathe Cléry
- 2012 : L'Oncle Charles[8]
- 2019 : Tanguy, le retour

## Resultats en taquilla
| Pel·lícula                           | Taquilla mundial    |
| La vie est un long fleuve tranquille | 4.088.239 entrades  |
| Tatie Danielle                       | 2.151.463 entrades  |
| Le bonheur est dans le pré           | 4.931.227 entrades  |
| Tanguy: què en fem, del nen?         | 4.310.477 entrades  |
| Confiança cega                       | 494.712 entrades    |
| Agathe Cléry                         | 1.252.822 entrades  |
| L'Oncle Charles                      | 295.669 entrades    |
| Tanguy, le retour                    | 1.054.431 entrades  |
| Total                                | 18.579.040 entrades |